# Aberdeen angus

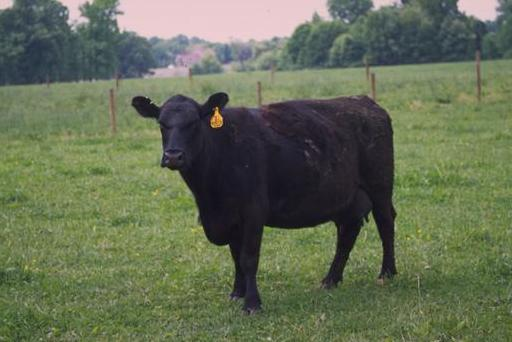
En ko av rasen (aberdeen) angus

Aberdeen angus, numera inom aveln benämnd angus, är en skotsk koras. Djuren är hornlösa och svarta, men det finns även en röd variant av angus.

## Beskrivning
Aberdeen angus är en mycket utpräglad köttras, köttet är finfibrigt och väl marmorerat, vilket ger en hög ätkvalitet. Angus är en så kallad "extensiv" ras som kalvar lätt. Kännetecknande är även moderdjurens omsorg om sin avkomma som de försvarar även i flock om behov uppstår. De passar utmärkt i ekologisk djurhållning då de bör fodras med enbart grovfoder (bete, hö, ensilage det vill säga uteslutande gräs). Angus är en utmärkt slyröjare och passar på naturbetesmarker.

## Historik och utbredning
Rasen blev först erkänd 1835 och finns publicerad i en bok för första gången 1862. Rasen grundades av Hugh Watson. Aberdeen angus kom som första köttras till Sverige på 1940-talet. Rasen finns över hela världen, på den amerikanska kontinenten bland annat i Argentina, Brasilien, USA, Kanada. Vidare förekommer den i Australien, Nya Zeeland, Sydafrika och i många europeiska länder.